# 고교 꺼꾸리군 장다리군
"고교 꺼꾸리군 장다리군"은 1977년에 개봉한 대한민국의 영화이다.

## 캐스팅
- 이승현
- 김정훈
- 전운
- 강남길
- 조영숙
- 이철
- 한주열
- 김숙경
- 김웅
- 김기종
- 김민규
- 문미봉
- 석인수
- 성명순
- 소베 (특별출연)